# Steinhäuser-Vase

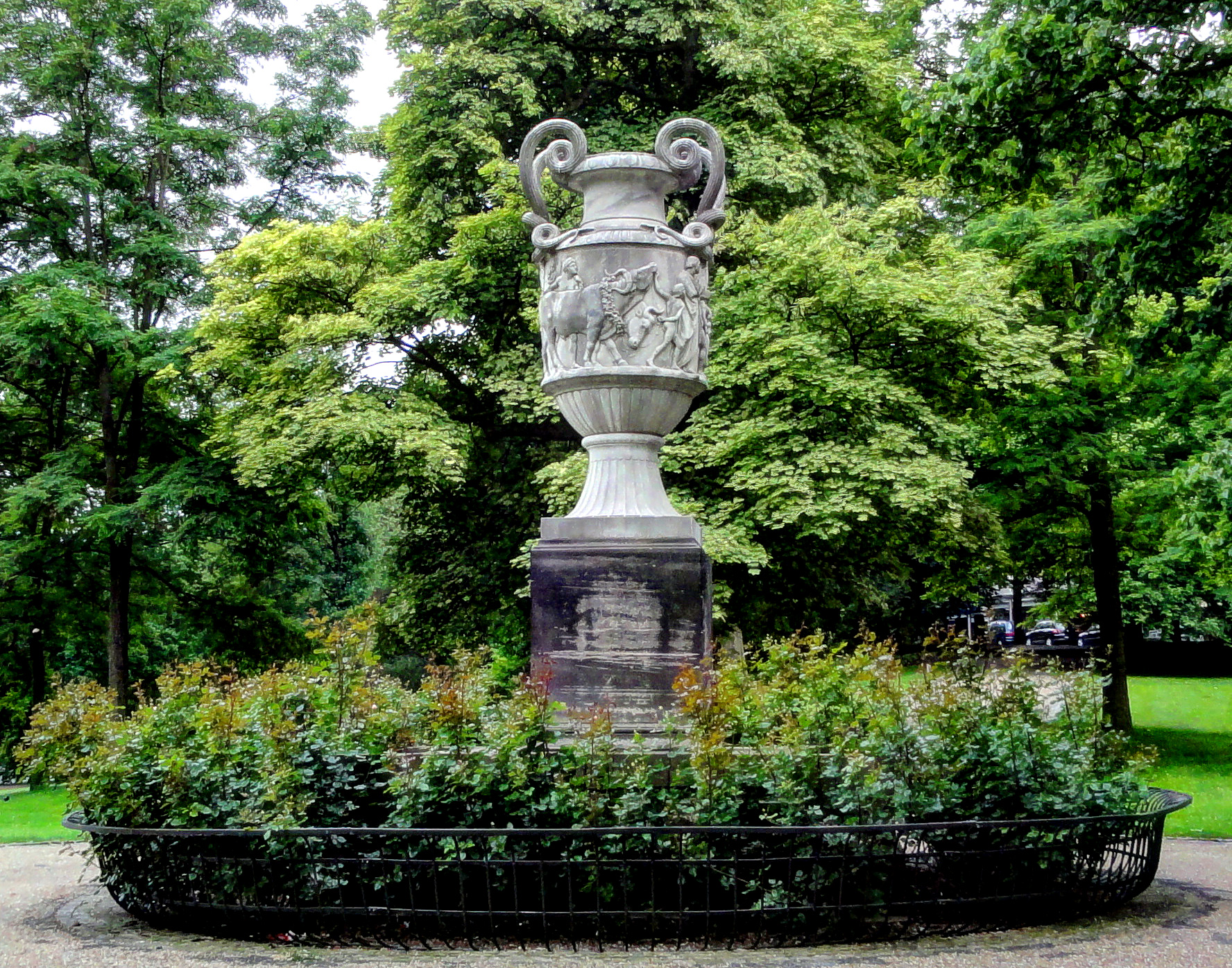
Die Steinhäuser-Vase von 1855 in den Bremer Wallanlagen

Die monumentale Vase des Bremer Bildhauers Carl Steinhäuser wurde 1856 in den Bremer Wallanlagen nahe dem Herdentorsteinweg in Bremen aufgestellt. Sie wird auch als Prunkvase oder Steinhäuser-Vase bezeichnet. Seit 1973 steht das Objekt unter Denkmalschutz.

## Beschreibung

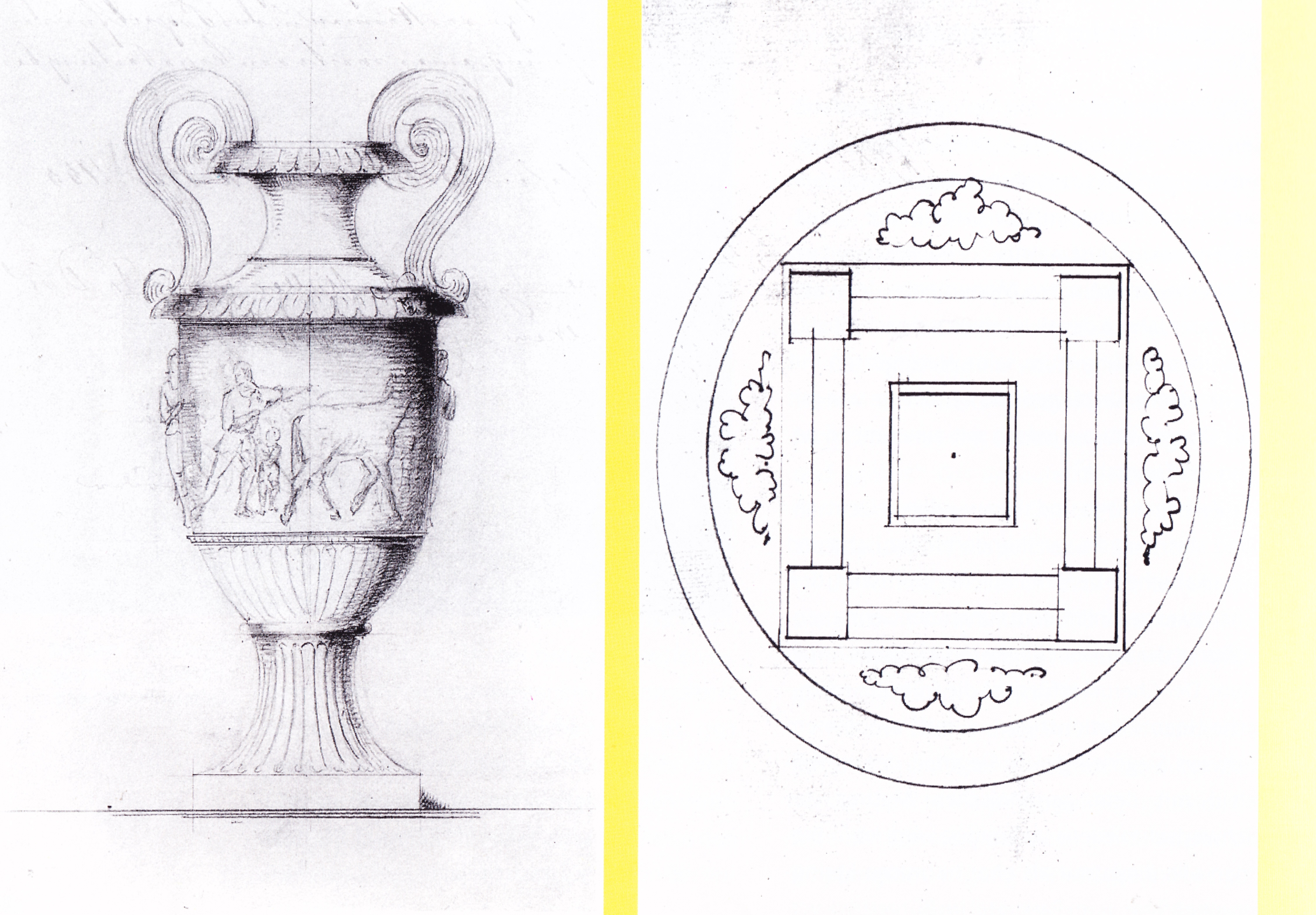
C. Steinhäuser, Entwurf, 1833

Auf einem quadratischen Sandsteinsockel erhebt sich die marmorne Prunkvase mit ihren volutenförmigen Henkeln. Auf der zylindrischen Wandung entwickelt sich im Relief ein Zug von nackten oder antikisch gekleideten Figuren, die zwei festlich bekränzte Ochsen mit sich führen. Das Thema bezieht sich auf den seit 1630 nachweisbaren bremischen Brauch des sogenannten Klosterochsenzugs: Alljährlich während des Bremer Freimarkts wurden (meist zwei) fette, mit Bändern und Kränzen geschmückte Ochsen durch die Stadt geführt, um wenige Tage später zugunsten des Armen- und Krankenhauses im profanierten St. Johannes-Kloster verlost zu werden. Die Signatur nennt die Entstehungszeit: C. Steinhäuser Bremanus inven. Berolini 1833. Sculps. Romae 1855.

## Geschichte
Bereits mehr als 20 Jahre vor der Ausführung hatte der gebürtige Bremer Bildhauer Carl Steinhäuser, damals noch Mitarbeiter im Berliner Atelier von Christian Daniel Rauch, einen entsprechenden Entwurf angefertigt, der denn auch noch keinen eindeutigen bremischen Bezug enthält, sondern auch einen beliebigen antiken Opferzug, wie er von römischen Reliefs bekannt ist als Anregung genommen haben kann.
Die 1855 in Rom abgeschlossene Ausführung markiert mit dem Bremer Wappen – das an einen Pfeiler gehängt dargestellt ist – deutlich einen mit der Heimatstadt verbundenen Verwendungszweck. Über die Vorgeschichte des Auftrags ist wenig bekannt. Im Mai 1856 wird im Senat berichtet, dass „eine Anzahl hiesiger Kunstfreunde“, angeführt von dem Unternehmer und Politiker Hermann Henrich Meier der Stadt Bremen das Werk als Geschenk angeboten habe. Da die Spender nicht die volle Kaufsumme aufgebracht hatten, musste der Senat in Form eines „Ehrengeschenkes“ von 500 Talern für die Honorierung des Bildhauers sorgen. Nachdem die „Senatsdeputation für öffentliche Spaziergänge“ den heutigen Standort ausgewählt hatte, wurde die Vase aufgestellt und am 30. August 1856 eingeweiht.
1871 fand der letzte Klosterochsenzug in Bremen statt.
Die Vase als Motiv der Gartenskulptur kommt aus der barocken Gartenkunst, sie hatte im 17. und 18. Jahrhundert häufig die Schnittpunkte rechteckiger Begrenzungslinien markiert; hier jedoch wird sie, wie der englische Landschaftsgarten gelehrt hatte, zum geschickt gewählten Ziel mehrerer Wege und Sichtachsen genutzt.